# Veliki žednjak
Veliki žednjak  (lat. Hylotelephium maximum, sin. Sedum maximum) višegodišnja je biljka iz roda  Hylotelephium, porodice Crassulaceae, nekada uključivana u rod žednjaka, pa joj otuda i ime. Naraste do 80 cm visine, mesnatih je, jajastih nazubljenih listova. Cvjetovi su skupljeni u guste gronjaste cvatove, blijede, žućkaste boje. Raste po kamenitim svijetlim obroncima. Kod nas ga ima na Velebitu, po planinama Gorskog kotara te na Medvednici. Koristi se kao ljekovita biljka.

## Sastav
Biljka sadrži organske kiseline(jabučnu, limunsku, alfa ketolglutarnu i dr.), aminokiseline (asparaginsku, glutaminsku), saharide glukozu, fruktozu i sedoheptulozu, kvercetin, kempferol, izoramnetin, miricetin, kofeinsku i klorprenovu kiselinu,cinarin i kumarine te askorbinsku kiselinu i karotenoide.
Nadzemni dijelovi od makroelemenata (mg/g) sadrže kalij (21,80),kalcij (24,40),magnezij (17,10) i željezo (0,20).
Od mikroelemenata (mkg/g)sadrži mangan (0,11), bakar (0,71), cink (0,28), krom (0,16), barij (2,88), vanadij (0,09), selenij (6,86), nikal (0,28), stroncij (1,94), olovo (0,14), bor (8,00).

## Uporaba u narodnoj medicini
U službenoj medicini se ne koristi. U narodnoj medicini korijen i vršni dijelovi biljke koriste se kao vanjski lijek za liječenje rana, uključujući i za liječenje opeklina, smrzotina i bradavica. 

## Vanjske poveznice
|  | Zajednički poslužitelj ima još gradiva o temi Hylotelephium maximum |
|  | Wikivrste imaju podatke o taksonu Hylotelephium maximum             |